# Titus Dittmann

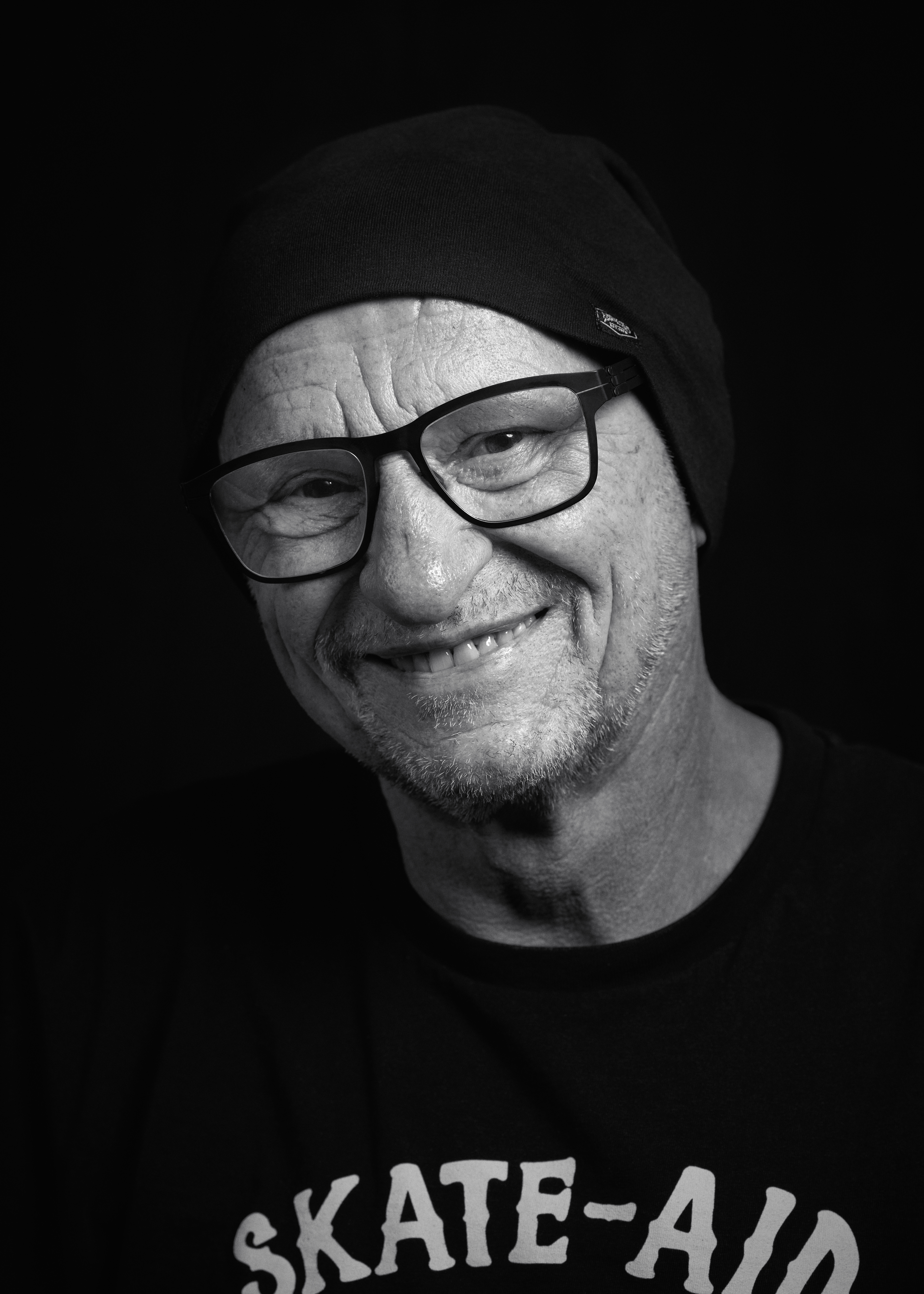
Titus Dittmann, 2021

Titus Eberhard Dittmann (* 8. Dezember 1948 in Kirchen an der Sieg als Eberhard Dittmann)  ist ein deutscher Unternehmer aus dem westfälischen Münster. Er gilt als „Vater der deutschen Skateboard-Szene“. Sein Unternehmen, die Titus GmbH, ist der europäische Marktführer im Einzelhandel mit Skateboards und zugehöriger Streetwear und wird mittlerweile von seinem Sohn geleitet.

## Biografie
Dittmann  wuchs im Westerwald auf, besuchte auf eigenen Wunsch die Volksschule, machte 1968 Abitur und kam 1971 nach Münster, um an der Westfälischen Wilhelms-Universität Sport und Geografie zu studieren. Er erhielt seinen Namen „Titus“ von seinem Bruder, „weil er aussieht wie ein römischer Kaiser“, und wurde von seiner Familie und Freunden seit seinem vierten Lebensjahr so genannt. Während seines Studiums ließ er den Namen beim Standesamt als offiziellen Vornamen eintragen.
1977 schloss er sein Lehramtsstudium ab und kam in Münster erstmals persönlich mit dem Skateboarding in Kontakt, das er nach eigenen Angaben bis dato nur aus den Medien als „Kinderspielzeug“ kannte und zunächst für einen vorübergehenden Trend hielt. 1978 begann er sein Referendariat am münsterschen Wilhelm-Hittorf-Gymnasium. Vom neuen US-Trendsport Skateboarding fasziniert, startete er mit seinen Schülern eine Skateboard-AG. 1980 machte er sein 2. Staatsexamen mit einer Arbeit zum Thema „Skateboarding im Schulsportunterricht“.
1978 beantragte seine Ehefrau, Brigitta Dittmann, einen Reisegewerbeschein und betrieb unter dem Namen Titus einen Skateboard-Handel, da Titus Dittmann als Lehrer keinen Gewerbeschein beantragen durfte. Da in Europa noch so gut wie kein Equipment erhältlich war, flog er regelmäßig nach Kalifornien und besorgte Boards und sonstige Utensilien. Titus Rollsport, sein erster kleiner Laden in einem münsterischen Kellerlokal, war einer der ersten Skateshops Europas. Zusätzlich zum Einzel- und Versandhandel begann die Firma, eigene Boards zu entwickeln und zu pressen.
1980 eröffnete Dittmann den ersten deutschen Outdoor-Skatepark. Zusammen mit dem Gütersloher Skater Claus Grabke gründete er das „Titus Show Team“, das erste Skateboardteam in Europa. 1982 organisierte er auf dem Parkplatz des münsterischen Ostbades seinen ersten Halfpipe-Contest, den Münster Monster Mastership. Daraus entwickelte sich eines der weltweit bedeutendsten Skateboard-Turniere, das ab 1988 in der Halle Münsterland, ab 1999 in der Dortmunder Westfalenhalle stattfand und 1989 zur offiziellen Skateboard-Weltmeisterschaft erhoben wurde.
Nach vier Jahren als Studienrat am Gymnasium Hammonense in Hamm beendete er 1984 seine Tätigkeit als Lehrer. Er gründete 1984 zusammen mit seiner Ehefrau die erste gemeinsame GmbH – die Titus Sport + Mode Handels GmbH und importierte Skateboards, Rollen, Achsen und Zubehör aus den USA. Vorwürfen, er ziehe den Jugendlichen mit seinen Trendartikeln das wenige Geld aus der Tasche, tritt Dittmann mit sozialem und pädagogischem Engagement entgegen. Sein Credo lautet: Das Board sei für die Jugendlichen nicht nur ein Sportgerät, sondern ein Ausdrucksmittel, mit dem sie sich abgrenzen könnten.
Dittmann half in den 1980er-Jahren, die Skateboardszene in der Deutschen Demokratischen Republik aufzubauen, indem er René Falk Thomasius, einem der Skateboard-Pioniere Ostdeutschlands und späteren Skateboard-Meister der DDR, professionelle Skateboards und -zubehör zukommen ließ, das über die innerdeutsche Grenze geschmuggelt wurde. Aus Dank erhielt er von Thomasius einen Germina Speeder, das einzige in der DDR produzierte Skateboard, geschenkt.
Als der erste Skate-Boom Ende der 1980er-Jahre abebbte, geriet das Unternehmen in die Krise. Dittmann entschied sich 1994 für einen Neubeginn. Aus dem Großhandel machte er ein verzweigtes Unternehmensnetzwerk, das verstärkt auf Einzelhandel, Versand und Franchising setzt. Zudem gründete er Medien- und Eventagenturen und baute Joint Ventures für Logistik- und IT-Systeme auf. 2002 betrieb die Titus AG bundesweit 30 Läden, beschäftigte rund 500 Mitarbeiter und erzielte nach eigenen Angaben 75 Millionen Euro Jahresumsatz. Im Jahr 2002 geriet die Titus AG in eine existentielle Krise. 2007 schaffte es Dittmann, zusammen mit seiner Frau, ohne Berater und Aktionäre die Krise zu überwinden und die Titus AG zu sanieren. Die Titus AG wurde in die Titus Dittmann GmbH und anschließend in die Dittmann GmbH umfirmiert. Alle weiteren Firmen der Titus-Unternehmensgruppe wurden zu einer Firma der Titus Mailorder GmbH verschmolzen, welche später in titus GmbH umbenannt wurde.
1993 entstand unter seiner Regie in einer ausgedienten Fabrik in Münster der Skaters Palace, ein Jugendzentrum, in dem unter anderem Skateboard-Kurse und Hip-Hop, sowie Rock und Metal-Konzerte stattfinden. 2001 übernahm er das ehemalige Apollo-Theater, ein Lichtspielhaus, und richtete dort ein Jugend-Lifestyle-Kaufhaus ein. Im selben Jahr wurde Dittmann vom Manager Magazin und von der Unternehmensberatung Ernst & Young zum „Entrepreneur des Jahres 2001“ in der Sparte „Handel“ gekürt sowie der Wirtschaftspreis der Stadt Münster verliehen.
Dittmann ist seit 1974 verheiratet und hat einen Sohn, der 2003 als Trainee in das Familienunternehmen einstieg und sich 2005 mit einem Skateboard-Großhandel selbstständig machte. 2006 ging Dittmann für die RTL-II-Reihe Das Experiment für 30 Tage als Lehrer an eine Hauptschule in Karlsruhe. 2007 konnte Dittmann nach einigen schweren unternehmerischen Jahren, darunter einem geplatzten Börsengang, erstmals wieder schwarze Zahlen schreiben, erzielte einen Umsatz von 40 Millionen Euro und erwirtschaftete einen Gewinn in Höhe von rund 2,5 Millionen Euro. 2008 bestand das Unternehmen aus 85 Mitarbeitern, zwei Premiumflächen, vier Outlets, 28 Franchiseläden sowie dem Versandhandel in Deutschland und dem deutschsprachigen Ausland.
Am 5. Oktober 2009 wurde Dittmann für sein ehrenamtlichen Engagement mit dem Verdienstorden des Landes Nordrhein-Westfalen durch Jürgen Rüttgers ausgezeichnet.
Am 18. Dezember 2009 gründete Dittmann die Titus-Dittmann-Stiftung. Unter deren Dach fördert skate-aid nationale und internationale humanitäre Kinder- und Jugendprojekte. Im Sommer 2009 zog Dittmann sich aus dem operativen Geschäft der Dittmann GmbH zurück und widmet sich seitdem komplett der Stiftungsarbeit. Im September 2009 eröffnete skate-aid eine erste Skate- und Sportanlage für 7.000 Schulkinder im westafghanischen Karukh in der Provinz Herat, die in Kooperation mit Rupert Neudeck und seiner Initiative Grünhelme e. V. entstand. Am 8. November 2010 wurde Dittmanns Initiative skate-aid im österreichischen Kitzbühel mit dem renommierten „Laureus Medien Preis“ für ihre Arbeit in Afghanistan und Afrika, darunter in Uganda, Tansania, Kenia und Südafrika, ausgezeichnet. Die Laureus Sport for Good Stiftung vergab den Preis an skate-aid in der Kategorie „Soziales Sportprojekt“.
Anfang August 2011 wurde bekannt, dass Dittmann zum Wintersemester 2011/2012 an der Westfälischen Wilhelms-Universität einen Lehrauftrag am Institut für Sportwissenschaften annimmt, der sich um das Skaten drehen wird.

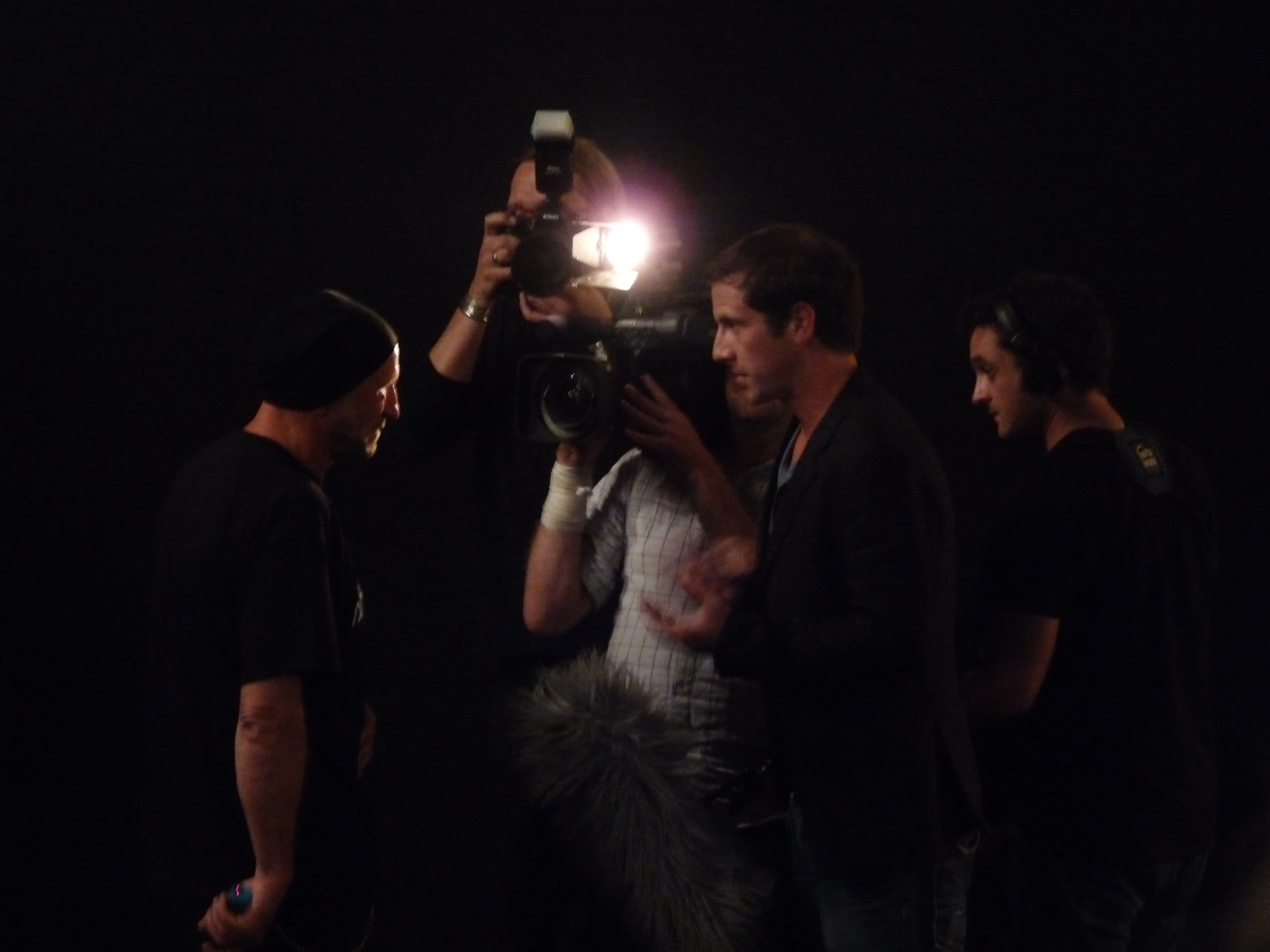
Interview mit Titus Dittmann unmittelbar vor der Premiere des Films Brett vor’m Kopp im Cineplex Münster

Sein Lebenswerk erschien 2012 als Dokumentation Brett vor’m Kopp auf der Kinoleinwand.
Ende 2012 wurde Titus Dittmann vom Deutschen Hotel- und Gaststättenverband mit der silbernen Kiepe ausgezeichnet, weil er sich „in vorbildlicher Weise außerhalb der Stadtgrenzen Münsters für das Ansehen der Stadt eingesetzt hat“. Zur Weihnachtszeit 2012 veröffentlichte Dittmann seine Biografie Brett für die Welt beim Quadriga-Verlag in Berlin, die er zusammen mit Co-Autor Michael Matthias verfasste.
Im Juni 2013 erhielt Titus Dittmann den Sonderpreis des Gründerpreises als Unternehmer, der knapp 100 Unternehmen gegründet hat und als Vater der deutschen Skateboardszene gilt. Bei der vom ZDF übertragenen Verleihung des Preises äußerte er: „Suche dir einen Job, der dir Spaß macht, und du wirst nie wieder arbeiten.“
2015 wurde er World-Chairman des Weltverbandes FIRS (Federation Internationale de Rollersports).
Am 21. Oktober 2021 erhielt Titus Dittmann in Münster das Bundesverdienstkreuz am Bande für sein einzigartiges Engagement. 2025 wurde er in die Skateboarding Hall of Fame aufgenommen.
Neben dem Skateboarding betreibt Dittmann privat weitere Sportarten, darunter Bergsteigen, Snowboarden, Drachenfliegen, Autorennen und springt Fallschirm mit einem Skateboard an den Füßen.

## Filme
- Brett vor'm Kopp. Dokumentation (2012)
- Skater Titus – Das Leben ist eine Halfpipe. Film von Daniel Schneider in der Reihe Planet Wissen (2014)
- Titus Dittmann – Der Skateboard-Pionier. Dokumentation (2016)[21]
- Skate Evolution – Zwischen Subkultur und Profisport Dokumentarfilm von Andreas Kramer, Johannes Sievert und Richard Böhringer (2023)[22]